# 纳瓦斯 (市镇)
纳瓦斯，是西班牙加泰罗尼亚巴塞罗那省的一个市镇。总面积82平方公里，总人口5435人（2001年），人口密度66人/平方公里。